# Foveolaria terrifica
Foveolaria terrifica är en mossdjursart som först beskrevs av Walter Douglas Hincks 1881.  Foveolaria terrifica ingår i släktet Foveolaria och familjen Foveolariidae. Inga underarter finns listade i Catalogue of Life.